# Karneval in Nizza

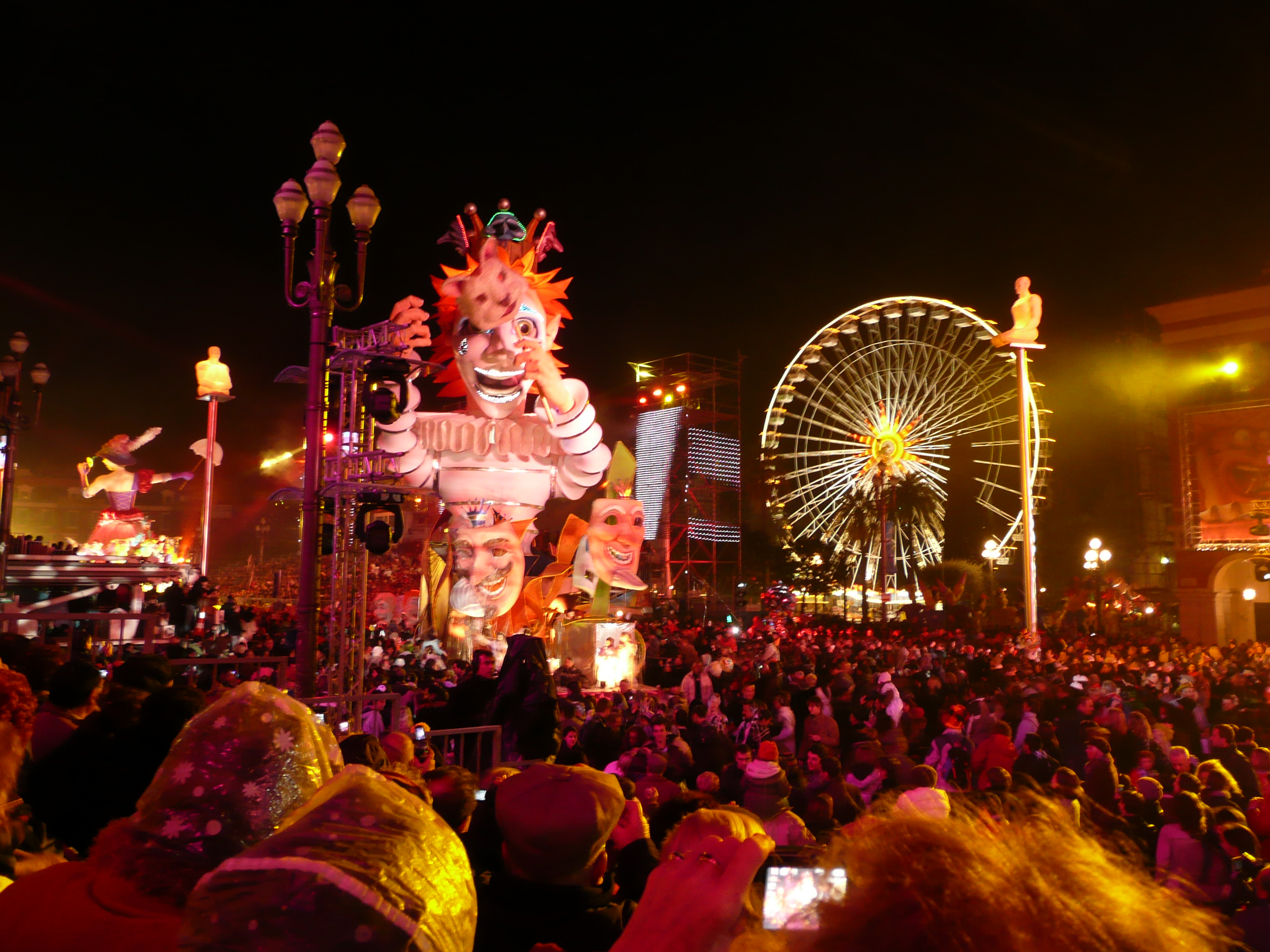
Karneval Umzugswagen auf der Place Masséna (2009)

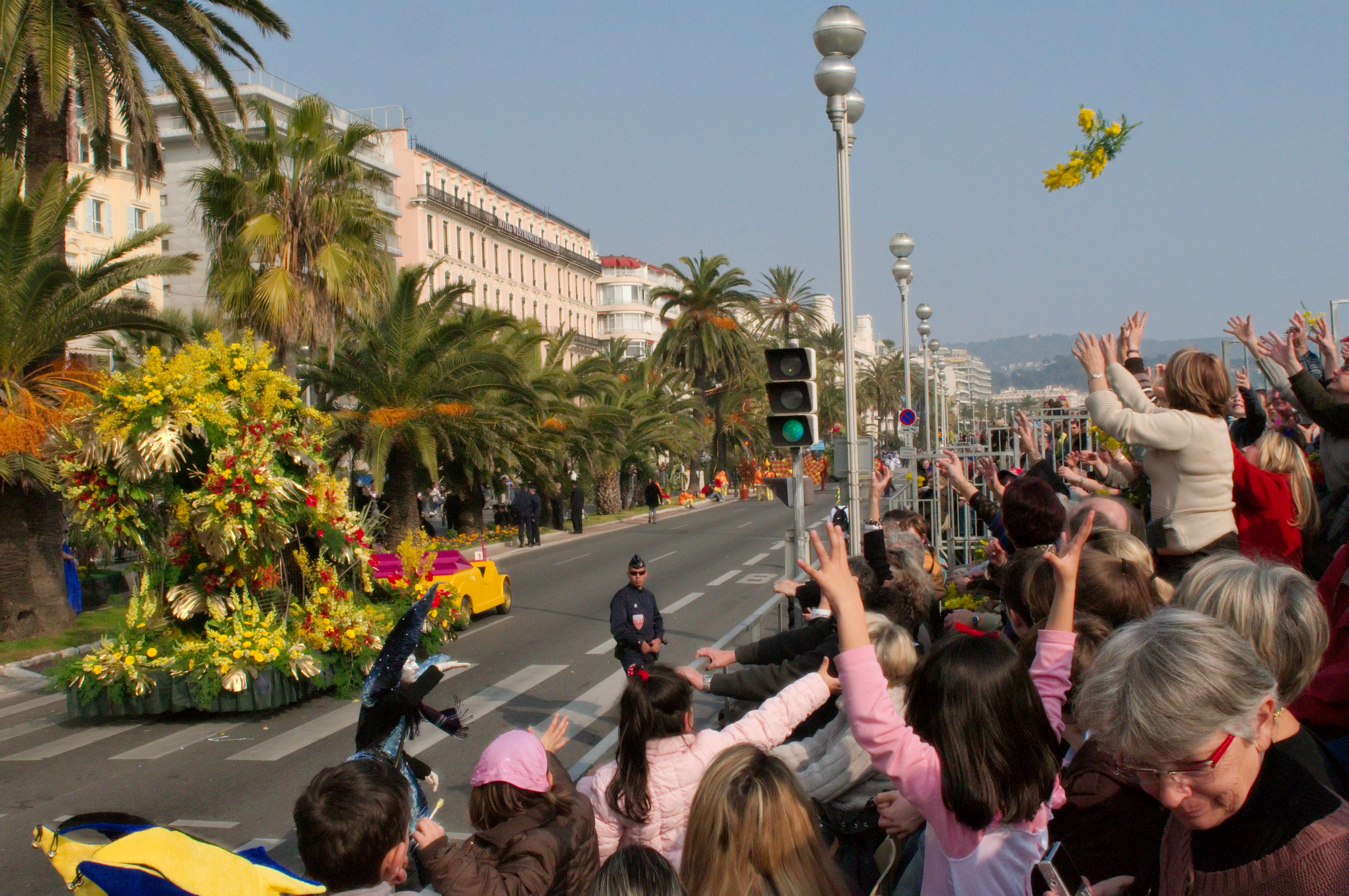
Blumenkorso auf der Promenade des Anglais (2009)

Der Karneval in Nizza (französisch: carnaval de Nice) ist die größte Veranstaltung an der Côte d’Azur und gehört zu den größten Karnevalsfesten der Welt. Mit rund 400 000 Zuschauern ist der zweiwöchige Karneval ein bedeutender Wirtschaftsfaktor für die Stadt Nizza.

## Beschreibung
Auf der Place Masséna fahren die Umzugswagen vorbei, begleitet von internationalen Straßenkünstlern und Musikgruppen.
Anlässlich des Karnevalsumzugs findet auf der Promenade des Anglais die traditionelle Blumenschlacht statt (französisch: bataille de fleurs). Sträuße aus lokalen Blumen wie Mimosen, Margeriten, Nelken, Lilien und Rosen werden in das Publikum geworfen.

## Geschichte
Bereits 1294 wurde von Karnevalstagen in der Stadt Nizza berichtet. Die moderne Version des Karnevals findet seit 1873 statt, nachdem Andriot Saetone das Festkomitee gegründet hatte. 1876 wurde der Blumenkorso gegründet.